# 라리사 마시에우
라리사 마시에우(Larissa Maciel, 1977년 10월 31일 ~ )는 브라질의 배우이다.